# Internationale Cricket-Saison 2007/08
Die internationale Cricket-Saison 2007/08 fand zwischen September 2007 und März 2008 statt. Als Wintersaison wurden vorwiegend Heimspiele der Mannschaften aus Südasien, der Karibik und Ozeanien ausgetragen. Die ausgetragenen Tests der internationalen Touren bildeten die Grundlage für die ICC Test Championship. Die ODIs bildeten den Grundstock für die ICC ODI Championship.

## Überblick

### Internationale Touren
| Beginn             | Heimteam    | Auswärtsteam | Resultate | Resultate | Resultate | Artikel |
| Beginn             | Heimteam    | Auswärtsteam | Test      | ODI       | Twenty20  | Artikel |
| ------------------ | ----------- | ------------ | --------- | --------- | --------- | ------- |
| 29. September 2007 | Indien      | Australien   |           | 2–4 [7]   | 1–0 [1]   | Artikel |
| 1. Oktober 2007    | Pakistan    | Südafrika    | 0–1 [2]   | 2–3 [5]   |           | Artikel |
| 1. Oktober 2007    | Sri Lanka   | England      | 1–0 [3]   | 2–3 [5]   |           | Artikel |
| 25. Oktober 2007   | Bermuda     | Kenia        |           | 0–3 [3]   |           | Artikel |
| 6. November 2007   | Indien      | Pakistan     | 1–0 [3]   | 3–2 [5]   |           | Artikel |
| 8. November 2007   | Australien  | Sri Lanka    | 2–0 [2]   |           |           | Artikel |
| 8. November 2007   | Südafrika   | Neuseeland   | 2–0 [2]   | 2–1 [3]   | 1–0 [1]   | Artikel |
| 30. November 2007  | Simbabwe    | West Indies  |           | 2–1 [3]   |           | Artikel |
| 11. Dezember 2007  | Australien  | Neuseeland   |           | 2–0 [3]   | 1–0 [1]   | Artikel |
| 16. Dezember 2007  | Südafrika   | West Indies  | 2–1 [3]   | 5–0 [5]   | 1–1 [2]   | Artikel |
| 26. Dezember 2007  | Australien  | Indien       | 2–1 [4]   |           | 1–0 [1]   | Artikel |
| 26. Dezember 2007  | Neuseeland  | Bangladesch  | 2–0 [2]   | 3–0 [3]   |           | Artikel |
| 21. Januar 2008    | Pakistan    | Simbabwe     |           | 5–0 [5]   |           | Artikel |
| 5. Februar 2008    | Neuseeland  | England      | 1–2 [3]   | 3–1 [5]   | 0–2 [2]   | Artikel |
| 22. Februar 2008   | Bangladesch | Südafrika    | 0–2 [2]   | 0–3 [3]   |           | Artikel |
| 18. März 2008      | Bangladesch | Irland       |           | 3–0 [3]   |           | Artikel |
| 22. März 2008      | West Indies | Sri Lanka    | 1–1 [2]   | 2–0 [3]   |           | Artikel |
| 26. März 2008      | Indien      | Südafrika    | 1–1 [3]   |           |           | Artikel |

### Internationale Turniere
| Beginn             | Turnier                                    | Land       |
| ------------------ | ------------------------------------------ | ---------- |
| 11. September 2007 | Twenty20 Quadrangular Series 2007          | Kenia      |
| 11. September 2007 | ICC World Twenty20 2007                    | Südafrika  |
| 24. November 2007  | ICC World Cricket League Division Two 2007 | Namibia    |
| 3. Februar 2008    | Commonwealth Bank Series 2008              | Australien |

### Fortlaufende Turniere
| Dauer     | Turnier                          |
| --------- | -------------------------------- |
| 2007–2008 | ICC Intercontinental Cup 2007–08 |

### Internationale Touren (Frauen)
| Beginn          | Heimteam   | Auswärtsteam | Resultate | Resultate | Resultate | Artikel |
| Beginn          | Heimteam   | Auswärtsteam | WTest     | WODI      | WTwenty20 | Artikel |
| --------------- | ---------- | ------------ | --------- | --------- | --------- | ------- |
| 1. Februar 2008 | Australien | England      | 0–1 [1]   | 2–2 [5]   | 1–0 [1]   | Artikel |
| 5. März 2008    | Neuseeland | Australien   |           | 2–3 [5]   | 1–0 [1]   | Artikel |
| 23. März 2008   | Neuseeland | England      |           | 1–3 [5]   |           | Artikel |

### Internationale Turniere (Frauen)
| Beginn           | Turnier                                  | Land      |
| ---------------- | ---------------------------------------- | --------- |
| 18. Februar 2008 | Women’s Cricket World Cup Qualifier 2008 | Südafrika |

## Nationale Meisterschaften
Aufgeführt sind die nationalen Meisterschaften der Full Member des ICC.
| Land                                       | First-Class                                      | List A                                      | Twenty20                                     |
| ------------------------------------------ | ------------------------------------------------ | ------------------------------------------- | -------------------------------------------- |
| Australien                                 | Pura Cup 2007/08                                 | Ford Ranger Cup 2007/08                     | Twenty20 Big Bash 2007/08                    |
| Bangladesch                                | National Cricket League 2007/08                  | IMT National Cricket League One-Day 2007/08 |                                              |
| Indien                                     | Ranji Trophy 2007/08                             | Vijay Hazare Trophy 2007/08                 | Indian Premier League 2008                   |
| Duleep Trophy 2007/08                      | Deodhar Trophy 2007/08                           |                                             |                                              |
| Irani Cup 2007/08                          | NKP Salve Challenger Trophy 2007/08              |                                             |                                              |
| Neuseeland                                 | State Championship 2007/08                       | State Shield 2007/08                        | State Twenty20 2007/08                       |
| Pakistan                                   | Quaid-e-Azam Trophy 2007/08                      | RBS Pentangular One Day Cup 2008/09         |                                              |
| ABN-AMRO Pentangular Cup 2007/08           |                                                  |                                             |                                              |
| Simbabwe                                   | Logan Cup 2007/08                                |                                             | Metropolitan Bank Twenty20 2007/08           |
| Sri Lanka                                  | Premier Championship 2007/08                     | Premier Limited Overs Tournament 2007/08    | Inter-Provincial Twenty20 Tournament 2007/08 |
| Gopalan Trophy 2007/08                     | Inter-Provincial Limited Over Tournament 2007/08 |                                             |                                              |
| Südafrika                                  | SuperSport Series 2007/08                        | MTN Domestic Championship 2007/08           | Standard Bank Pro20 Series 2007/08           |
| SAA Provincial Three-Day Challenge 2007/08 | SAA Provincial One-Day Challenge 2007/08         |                                             |                                              |
| West Indies                                | Carib Beer Cup 2007/08                           | KFC Cup 2007/08                             | Stanford Twenty20 2007/08                    |
| Carib Beer Challenge 2007/08               |                                                  |                                             |                                              |